# عيد المقاومة والتحرير
عيد المقاومة والتحرير يحتفل به في لبنان في يوم 25 أيار / مايو من كل عام، وهو تاريخ اندحار الجيش الإسرائيلي من معظم الأراضي اللبنانية التي احتلها في العام 1978.
يحيي اللبنانيون هذا اليوم سنوياً باحتفالات رسمية وشعبية، ففي هذا اليوم عام 2000 م نجحت المقاومة بدحر الجيش الإسرائيلي عن اراضي جنوب لبنان دون حصول أي مفاوضات أو اتفاقيات مع إسرائيل.
وكان التحرير قد بدأ بانسحاب القوات الإسرائيلية والميلشيات التابعة لها في 21 مايو من العام 2000 وقد اكتمل في ليل 24 مايو علما أنه لم يشمل مناطق في بلدة «كفرشوبا» و«مزارع شبعا».

## السياق التاريخي
احتلت إسرائيل جنوب لبنان عام 1978، ضمن سلسلة أمنية بعيدة المدى. وفي عام 1982 دخلت إسرائيل إلى بيروت ثم انسحبت وبقيت في الجنوب حتى عام 2000. لكنها اضطرت للانسحاب من معظم هذه الأراضي تحت ضغط هجمات المقاومة اللبنانية الناجحة. وبدأت المقاومة من قبل القوات الوطنية اللبنانية مثل الحزب الشيوعي وحركة أمل إلا أن نهايات الثمانينات أظهرت المقاومة الإسلامية المتمثلة بحزب الله وجود فاعل وقوي بعد قيامه بعمليات فعالة وموجعة ضد الجيش الإسرائيلي وقوات جيش لبنان الجنوبي.
بدأت عملية التحرير يوم 21 أيار/ مايو 2000 حيث أعلنت كتيبتان تابعتان لميليشيا جيش لحد العميل لإسرائيل في القطاع الأوسط استسلامهما. ثم قام الأهالي باجتياح بشري مدعوم من قبل ما يصطلح عليها بمجموعات المقاومة الإسلامية لتحرير القرى، ولم تمنعهم الاعتداءات والقصف التي قام بها الجيش الإسرائيلي.
بدأ التحرير من بلدة الغندورية باتجاه القنطرة حيث دخل اللبنانيون عبر مسيرة ضمت حوالي مائتي شخص يتقدمها عضوا كتلة الوفاء للمقاومة النيابية النائبان عبد الله قصير ونزيه منصور، ودخلوا إليها للمرة الأولى منذ سنة 1978. في وقت كانت ميليشيا جيش لحد قد انسحبت من مواقعها المتاخمة للبلدة. وكان ذلك مدخلاً لعودة الأهالي إلى البلدات الأخرى كالطيبة ودير سريان وعلمان وعدشيت.
وفي 22 أيار/ مايو 2000 تم تحرير القرى التالية حولا ومركبا وبليدا وبني حيان وطلوسة وعديسة وبيت ياحون وكونين ورشاف ورب ثلاثين.
وفي 23 أيار/ مايو 2000 تحررت بلدات بنت جبيل وعيناتا ويارون والطيري وباقي القرى المجاورة.
وفي هذا اليوم اقتحم الأهالي معتقل الخيام وفتحوا أبوابه وحرروا الأسرى مع رحيل الاحتلال وعملائه. وفي 24 أيار 2000 تقدم الأهالي والمقاومون إلى قرى وبلدات البقاع الغربي وحاصبيا وقراها، أما في ليل 24 أيار 2000 فكان الاندحار لآخر جندي إسرائيلي من الجنوب والبقاع الغربي حيث أعلن 25 أيار 2000 عيداً للمقاومة والتحرير على لسان رئيس مجلس الوزراء الأسبق اللبناني الأسبق سليم الحص. وتخليداً لهذا العيد قام أحد المهندسين بدراسة مشروع المجمع الفكري الثقافي المقاوم في منطقة اللويزة الذي نفذ وأصبح اسمه معلم مليتا للسياحة الجهادية.

## الاحتفالات

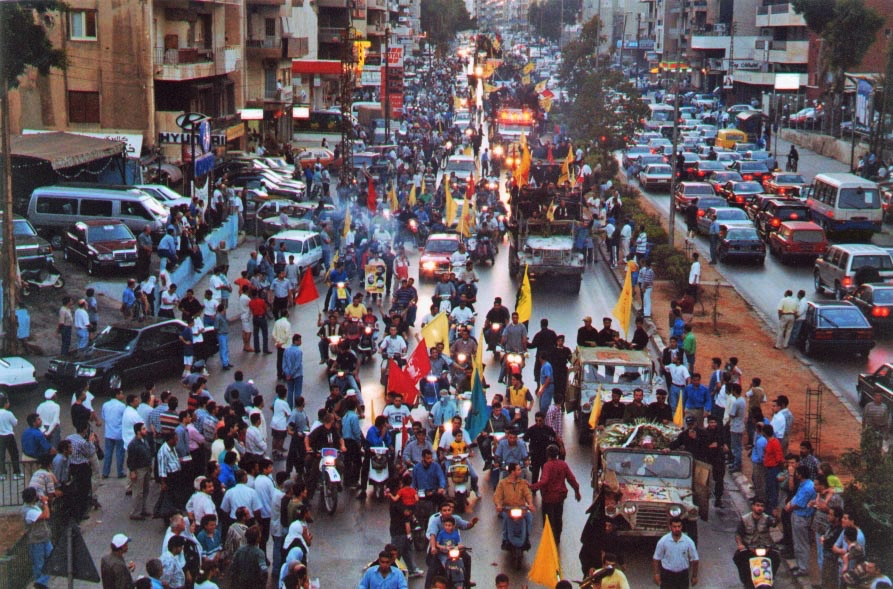
احتفالات وتجمعات حصلت في جنوب لبنان عام 2000 بعد انتهاء الاحتلال الإسرائيلي.

عندما انسحبت القوات الإسرائيلية من الأراضي اللبنانية احتفل هناك آلاف اللبنانيين وخرجوا بأعداد كبيرة إلى الشوارع متجمعين حول المباني العامة التي كانت في السابق منطقة حرب مستمرة. كما عاد العديد من أفراد الأسر الذين كانوا قد نزحوا من المنطقة.
وفي كل عام يحيي اللبنانيون عيد المقاومة والتحرير في 25 مايو باحتفالات رسمية وشعبية، وقد تقام في هذا اليوم عدة مسيرات سياسية وتلقى الخطب، وغيرها من الأحداث التي تهدف إلى تذكر الاحتلال الماضي وإنهائة، كما تهدف إلى حشد التأييد الشعبي لجهود إعادة الإعمار.